# Bambusa vulgaris
Bambusa vulgaris – gatunek rośliny z rodziny wiechlinowatych (Poaceae). Roślina rodzima dla Indochin i dla prowincji Yunnan w południowych Chinach. Jest szeroko uprawiana w wielu innych miejscach w strefie międzyzwrotnikowej. Spośród różnych gatunków bambusów należy do największych i najłatwiej rozpoznawalnych.

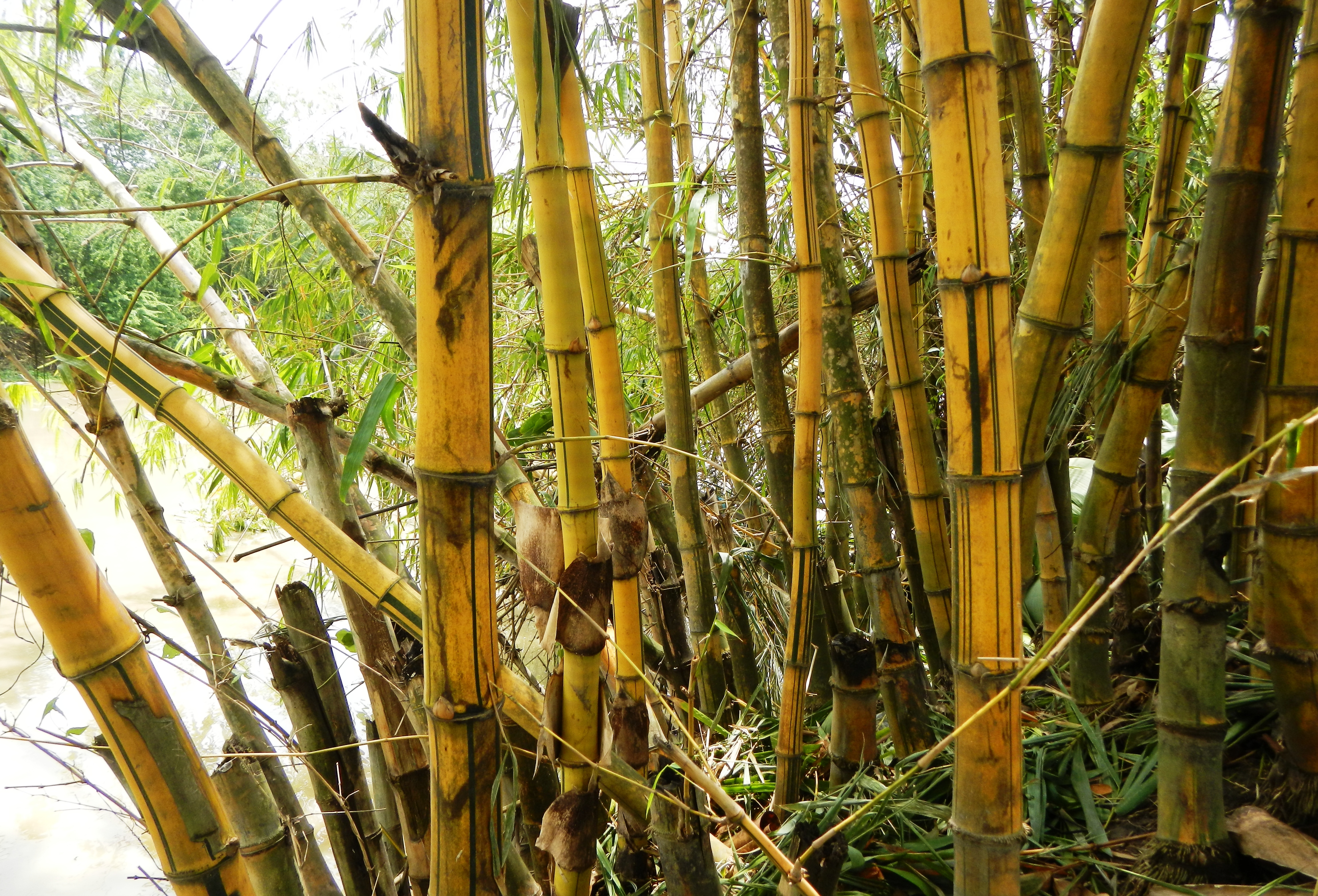
Źdźbła

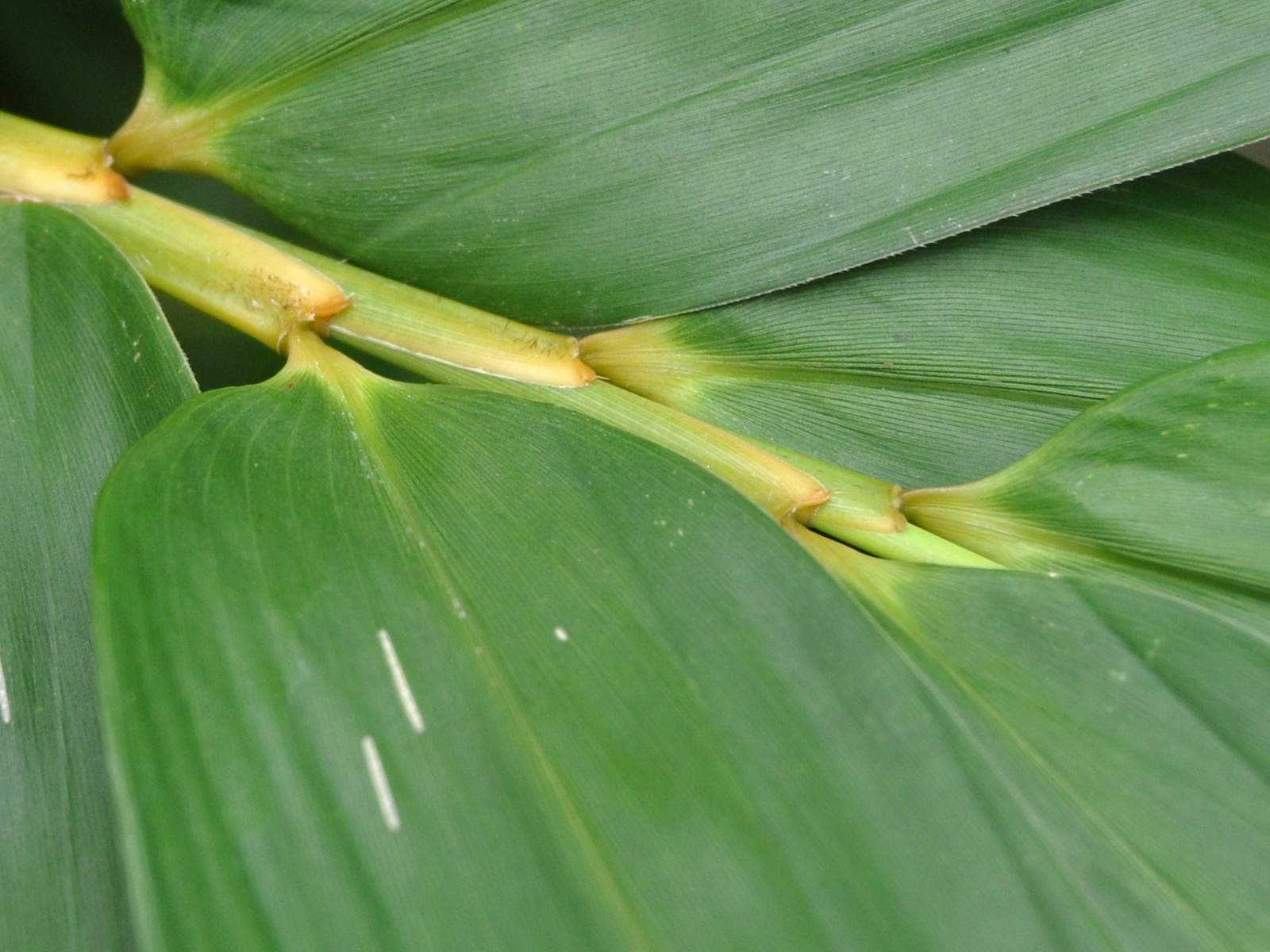
Nasady liści

## Rozmieszczenie geograficzne
Gatunek z powodu introdukcji należy do najbardziej rozpowszechnionych bambusów w tropikach i rejonach podzwrotnikowych. Chociaż głównie znany jest z uprawy, uciekające i naturalizowane populacje istnieją w strefie międzyzwrotnikowej Azji i poza nią. B. vulgaris jest szeroko uprawiany we wschodniej, południowo-wschodniej i południowej Azji, a także tropikalnej Afryce, w tym w Madagaskarze. Jest częsty w indomalajskich lasach tropikalnych. Gatunek jest jednym z najczęściej spotykanych bambusów w Pakistanie, Tanzanii i Brazylii.
Był jednym z najwcześniej introdukowanych gatunków bambusa do Europy i spopularyzowany został w XVIII wieku jako roślina cieplarniana. Na Hawaje został introdukowany prawdopodobnie w końcu XVIII wieku i stał się najpopularniejszą rośliną ozdobną. Bambus pospolity jest szeroko uprawiany w Stanach Zjednoczonych i na Portoryko, od czasów introdukcji przez Hiszpanów w 1840 roku.

## Morfologia
PokrójRośnie w luźnych kępach. Źdźbła są bezkolcowe, cytrynowo-żółte z zielonymi paskami. Źdźbła nie są proste, trudno je rozłamać, są nieelastyczne, grubościenne i początkowo mocne. Źdźbła dorastają do 10–20 m wysokości i 4–10 cm grubości. Początkowo są proste lub elastyczne (wyginają się w różne strony), zwisające na czubkach. Ściany są grube, węzły lekko rozdęte. Międzywęźla mają 20–45 cm długości. Kilka gałązek może wyrosnąć z węzłów mniej więcej w połowie wysokości pędu oraz powyżej.
LiścieCiemnozielone, kształtu lancetowatego.
KwiatyRzadko obecne, podobnie owoce. W interwałach trwających kilka dziesięcioleci, cała populacja na danym obszarze zakwita naraz, a pojedyncze źdźbło wydaje wiele kwiatów.

## Biologia
Rośliny nie wydają nasion z powodu niewydolności pyłku, powodowanej przez nieregularne podziały mejotyczne. Najprostszą i najczęściej stosowaną metodą rozmnażania w uprawie jest obcinanie fragmentów pędów lub ich bocznych odgałęzień i ich sadzonkowanie. Na Filipinach odnotowano najlepsze wyniki ukorzeniania jednowęzłowych sadzonek pozyskiwanych z dolnych części sześciomiesięcznych źdźbeł. Nawet gdy pień obumiera, nowe źdźbła wyrastają z jego podstawy, a nowe rośliny mogą wyrosnąć nawet z pni użytych w budowie płotów czy mostów. Łatwe rozprzestrzenianie się wegetatywne bambusa pospolitego spowodowało, że jest często spotykany w naturze.
Średnia zawartość chemiczna: celuloza 41–44%, pentozy 21–23%, lignina 26–28%, popioły 1,7–1,9%, i krzemionka 0,6–0,7%.

## Taksonomia
Gatunek należy do rodziny wiechlinowatych, do rodzaju Bambus, występującego w tropikalnych i subtropikalnych strefach Azji. Rodzaj Bambus przez długi czas był uznawany za najbardziej „prymitywne” trawy, głównie przez obecność podsadki, niezdeterminowane kwitnięcie, kwiaty o sześciu pręcikach i trzech znamionach słupka. Bambusowate są jednymi z najszybciej rosnących roślin na świecie. 
Odmiany uprawne
Wyróżniane są trzy grupy odmian uprawnych:
- rośliny z zielonymi łodygami
- rośliny z żółtymi łodygami (tzw. „złote bambusy”): zawsze żółta łodyga, czasem z zielonymi paskami o różnym natężeniu barwy. Mają grubsze ściany źdźbła od odmian zielonych. Odmiany te bywają opisywane jako Bambusa striata Lodd. ex Lindl.
- rośliny o łodygach zielonych osiągających do 3 m wysokości i 1–3 cm średnicy, z zapadniętymi ścianami w dolnych międzywęźlach (tzw. bambusy „Brzuch Buddy”). Grupa opisywana jako Bambusa wamin Brandis ex E.G. Camus.

## Ekologia
B. vulgaris najczęściej rośnie w pobliżu skarp rzecznych, poboczy dróg, na nieużytkach rolniczych i terenach otwartych. Najlepiej rośnie w miejscach wilgotnych, ale toleruje też susze, także niskie temperatury. Adaptuje się do wielu różnych rodzajów gleb, jednak najlepiej rośnie na glebach wilgotnych. Może znieść temperaturę do -3 °C i może rosnąć na wysokości ponad 1500 m n.p.m., ale w niedogodnych warunkach źdźbła rosną krótsze i cieńsze.

## Zastosowanie
Gatunek jest sadzony w różnych miejscach w celu zapobiegania erozji gleby.

### Zastosowanie dekoracyjne
Jest szeroko stosowany jako roślina ozdobna i jest bardzo popularny. Często jest sadzony jako ogrodzenie i żywopłoty graniczne.

### Zastosowanie w budownictwie konstrukcyjnym
Łodygi i źdźbła są używane do budowy płotów i konstrukcji, szczególnie małych, tymczasowych schronień, podłóg, dachówek, boazerii i ścian, zbudowanych z uschniętych łodyg i pękniętych źdźbeł. Źdźbło służy do wykonywania wielu części łodzi, w tym masztów, sterów, wysięgników i masztów żeglarskich. Jest również używany do produkcji mebli, wiatraków, fletów, wędek, uchwytów narzędzi, broni, łuków do sieci rybackich, fajek, rur irygacyjnych, rur destylacyjnych itp.
Jest stosowany jako surowiec do produkcji celulozy papierniczej, zwłaszcza w Indiach. Papier wykonany z tego gatunku ma wyjątkową wytrzymałość na rozerwanie, porównywalną do papieru z drewna iglastego. Może być również użyty do produkcji płyt wiórowych i elastycznych.

### Roślina jadalna
Młode pędy, gotowane lub marynowane są jadalne i są często spożywane w Azji. Świeże pędy pozostają żółte po gotowaniu. Wywar z końców pędów miesza się ze sproszkowanymi nasionami łzawnicy pospolitej, co stanowi orzeźwiający napój pity na Mauritiusie. Pędy są delikatne i białawe lub różowe, dobrze się konserwują.

### Medycyna tradycyjna
Złoty bambus jest uważany za tradycyjną roślinę leczniczą w Azji. Ma wiele zastosowań w zielarstwie, chociaż efekty nie są klinicznie udowodnione. W Jawie woda jest przechowywana w złocistych probówkach bambusowych jako lekarstwo na różne choroby. W Kongo liście są używane jako lek przeciwko odrze. W Nigerii stosuje się wlewy z macerowanych liści jako środek przeciwko chorobom wenerycznym i jako środek poronny – ostatnie działanie wykazuje skuteczność u królików.

## Uprawa
Choć nie nadaje się do małych pól, gdyż rośnie w dużych kępach, młode rośliny złotego bambusa można uprawiać w dużych pojemnikach. Złoty bambus rośnie dobrze w pełnym słońcu lub częściowym cieniu. Ochrona jest ważna, ponieważ zwierzęta często chowają się na młodych pędach. W Tanzanii zarządzanie uprawy B. vulgaris wymaga oczyszczenia gruntu wokół kęp.